# D265/268、D267/266次列车
D265/268、D267/266次列车是中国铁路运行于直辖市北京市北京西站至宁夏回族自治区首府银川市银川站的动车组列车，其前身Z275/278、Z277/276次列车自2011年4月1日起开行，由兰州局集团银川客运段负责客运任务，是当时宁夏开行的首趟直达特快列车。列车客运里程1226公里，途经北京市、河北省、山西省、陕西省、宁夏回族自治区三省一市一区。其中北京西站至银川站运行11小时32分，使用车次为D267/266次；银川站至北京西站运行12小时27分，使用车次为D265/268次。

## 历史

### 1958年-1975年
1958年8月1日，全长990公里的包兰铁路（包头↔兰州）在银川接轨，宁夏结束了没有铁路的历史。包兰铁路建成后，随即开行了经由银川开往兰州和三盛公（位于内蒙古自治区巴彦淖尔市）的两趟混合列车，这也是银川火车站仅有的两趟旅客列车。1958年11月，这两趟列车合并成包头至兰州之间的普通旅客列车，车次变为101/102次
。1959年夏季，由大同客运段担当的京兰61/62次直快车队组建完成，开行了北京往返兰州的61/62次直快列车。该列车的开行，使得宁夏有了直通首都北京的旅客列车。1961年，随着全国铁路调整运行图，该列车车次变更为43/44次，并一直沿用至今。1959年至1975年这十几年间，43/44次直快列车成为了宁夏人民去往北京的唯一列车。这种情况，直到1975年开行了北京往返银川的169/170次直快列车以后才得以改观。

### 1975年-1994年
随着宁夏经济社会的发展，宁夏与首都北京的经贸交流日益密切，人员往来明显增多，原有的43/44次直快列车不足以應付宁夏市民的需求。1975年1月14日至2月9日，为了满足广大工农兵旅客的出行需求，铁路部门加开了隔日运行的65/66次临时旅客列车，该列车成为了宁夏最早的始发进京列车。同年9月21日，全国铁路实行新的运行图，新的运行图中增加了北京往返银川的169/170次直快列车，列车由包头铁路分局包头车辆段和包头客运段担当，每周三天由北京开往银川，另外三天由北京开往包头，剩余一天停运。1981年，169/170次直快列车调整为每日北京↔银川间运行，1984年11月26日实现餐车清真化。1988年，由兰州铁路局、宁夏回族自治区政府投资的旧火车站建成于现在的兴州北街，于当年7月底作为自治区成立30周年大庆的献礼工程投入使用，银川火车站的接发旅客能力明显增强。1990年4月1日，银川客运段成立，随即169/170次直快列车的乘务改为兰州铁路局银川客运段担当,该趟列车也成为了中国唯一的一趟穆斯林列车。

### 1994年-2011年

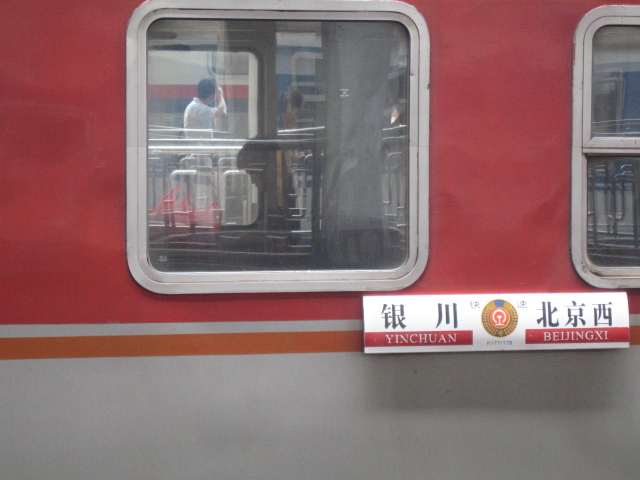
原K177/178次列车水牌，2007年8月摄于北京西站

1994年，随着全国铁路调整运行图，169/170次直快列车升级为特快列车，车次改为77/78次，全程运行时间缩短。1998年10月1日，77/78次改为177/178次，由京包线关沟段改经丰沙铁路运行，且由北京站改至北京西站到发。2000年10月，中国铁路实施第三次大面积提速，该列车又调整为快速列车，并更名为K177/178次，同年12月18日改用25G型空调车底。此后，在铁道部的三进列车评比中，K177/178次列车曾连续获得“红旗列车”称号。2006年，K177/178次列车被银川客运段冠名为“塞上风情”号品牌列车，且在更改车次后仍保留该品牌。2011年1月11日，连接山西、陕西、宁夏三省区的太中银铁路全线通车，新的铁路运行图调整工作正式实施。银川至北京的K177/178次列车调整径路，由途经包头、呼和浩特、大同、张家口南、沙城等地到达北京西站，改为途经定边、太原、石家庄至北京西站，同时车次变更为K175/178、K177/176次。

### 2011年-2024年

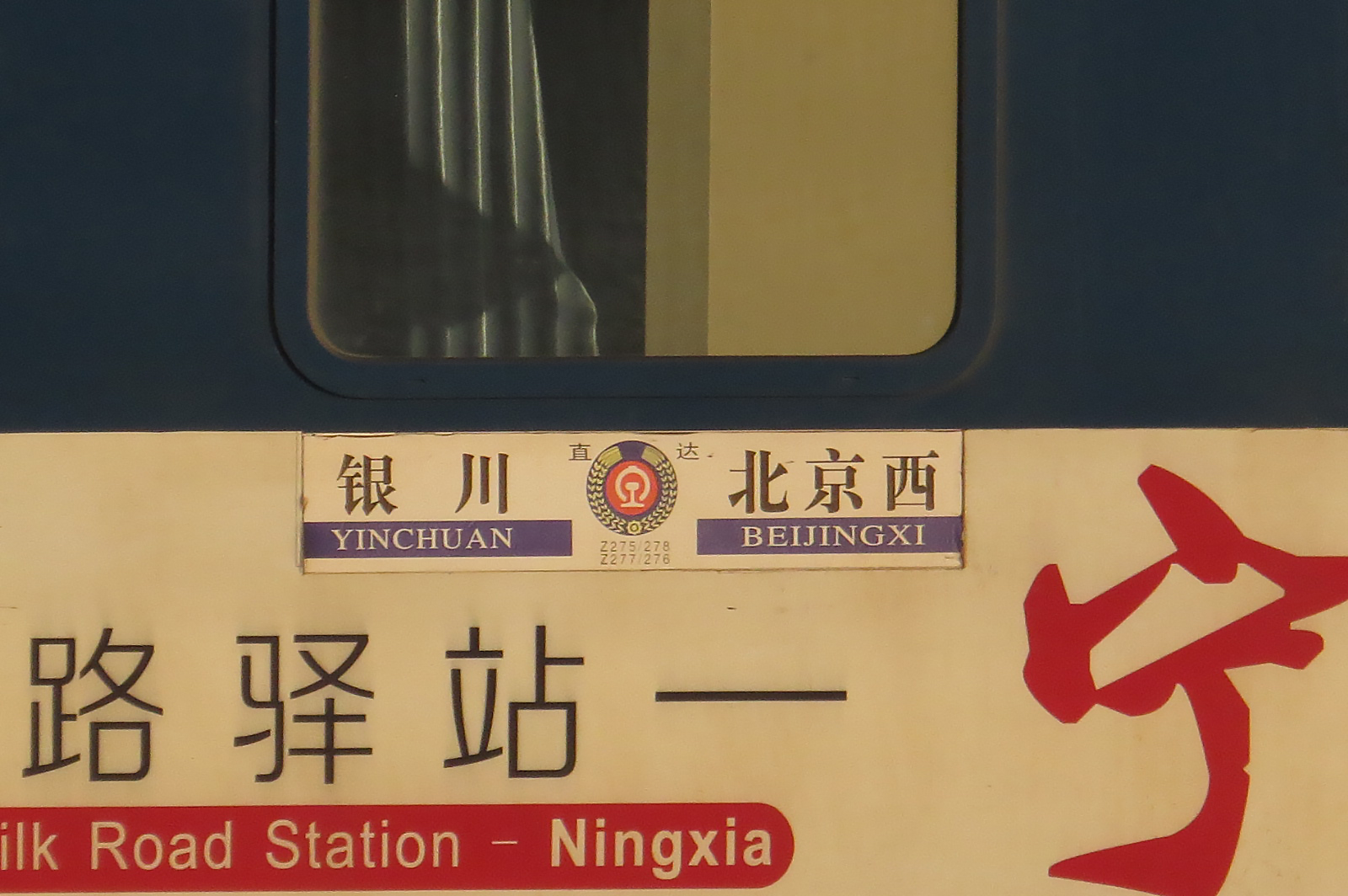
原京银直特水牌

2011年4月1日，根据中国铁道部的最新调度命令，K175/178、K177/176次提高等级为特快列车，车次调整为T275/278、T277/276次，运行径路由太中银铁路、石德铁路、京九铁路调整为太中银铁路、石太客运专线及京广铁路运行。此次调整再次使宁夏地区拥有了特快列车，并通过线路优化、车体等级提高，使银川至北京的全程运行时间压缩了6－7小时，真正实现了两地间夕发朝至的目标。K177/178这对车次后来曾用于徐州站至厦门站的列车（原2025/2026次），但于2015年7月1日因车次变动而再度留空，2016年1月10日起被郑州铁路局用于郑州至西宁的列车。
2014年12月10日，T275/278、T277/276次列车取消靖边、保定停站，升级为直达特快列车，车次改为Z275/278、Z277/276次，行车时间进一步缩短，该列车由此成为了宁夏首班直达特快列车。2015年1月26日，出于推广宁夏特色旅游资源和旅游品牌的考量，Z275/278、Z277/276次被宁夏回族自治区政府冠名为“丝路驿站——宁夏号”，并在银川火车站举行了首发仪式，这标志着宁夏告别了没有高品质列车的历史。该列车编组于2015年3月16日改为硬卧车14辆、软卧车2辆、高级软卧车1辆、餐车1辆，实现“全列卧铺”。这班银川的老牌进京列车被冠名为“丝路驿站”旅游品牌列车后，影响力进一步增强，甚至成为2015年宁夏旅游的关键词之一。

### 2024年至今

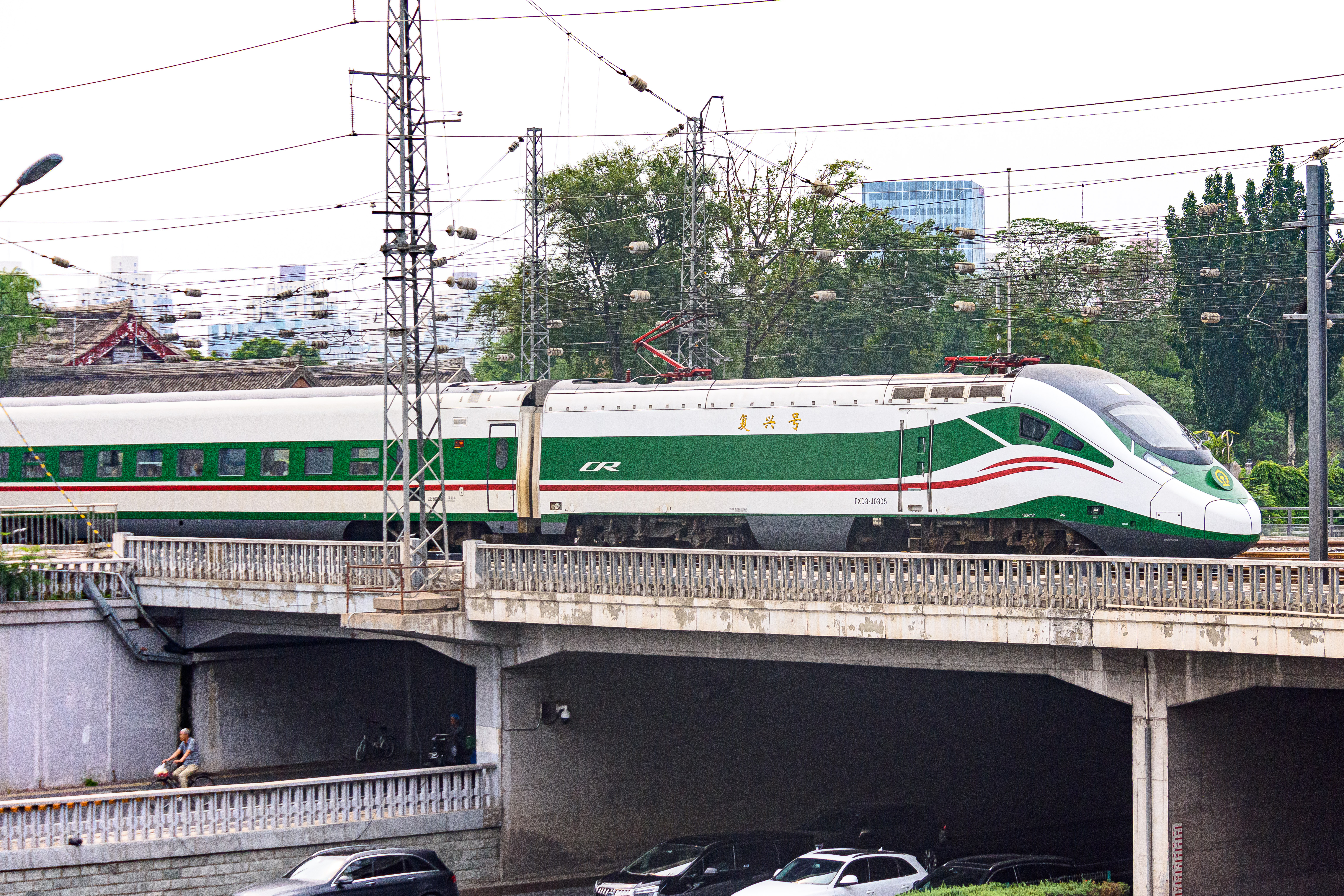
2024年暑运期间，D268次列车套跑北京西来往的C945/946次列车

2024年1月10日，中国铁路一季度列车运行图调整，Z275/278、Z277/276次列车升级为D265/268、D267/266次列车，车体改用复兴号CR200J型动车组。

## 列车编组

### 历史编组

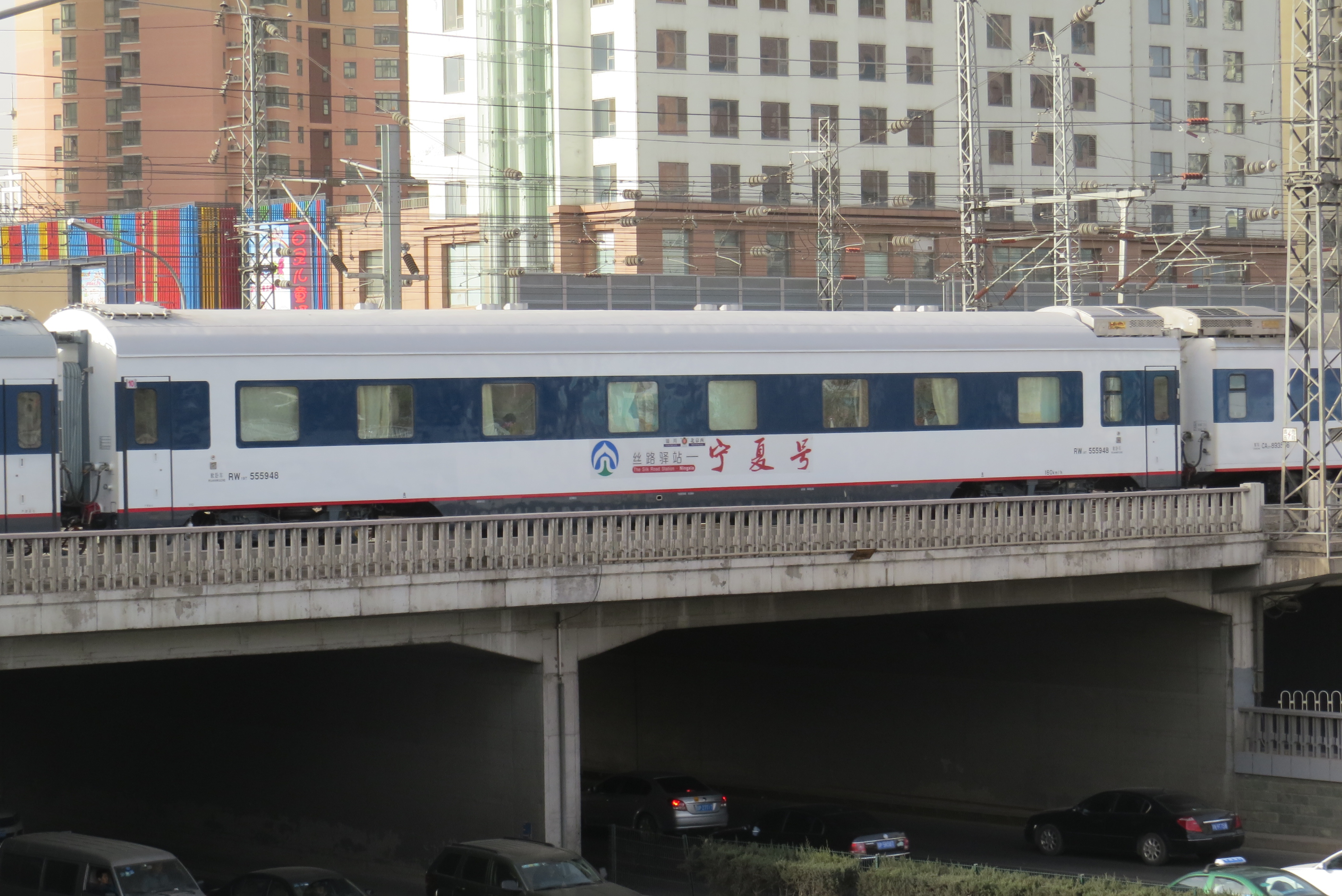
Z278次列车编组中新增的RW19T型高级软卧车

银川至北京的169/170次列车在开行初期使用的是俗称“绿皮车”的中国铁路22型客车，设备较为简陋。在列车等级调整为K177/178次的快速列车后，自2000年12月18日起，其车体更新为快速列车专用的中国铁路25G型客车，全列配备空调，列车设备档次、技术含量及乘坐的舒适程度都有了很大的提高。在2011年4月1日，列车等级再次升级为T275/278、T277/276次的特快列车后，车体由原25G型更换为时速可达140公里/小时，采用AC380V非直供电的中国铁路25K型客车（部分由武汉铁路局、上海铁路局转配）。列车编组18辆，设有硬座6节、软卧2节、硬卧7节，行李、邮政、发电车各1节。自2013年12月28日起，列车进一步将原使用的25K型车体更换为采用DC600V机车直供电、配备真空集便器的2组中国铁路25T型客车，最高速度可达160公里/小时，原有的两组25K车底则重新转配武汉铁路局，用于北京西至恩施的T49/50次列车（由K49/50次升级而来）。新车体采取18辆编组，其中硬座车4辆、硬卧车12辆、软卧车2辆，定员为1336人。2014年调图后，列车编组改为软卧2辆、硬卧11辆、硬座4辆、餐车1辆。
2015年3月16日，该列车编组改为硬卧车14辆、软卧车2辆、高级软卧车1辆、餐车1辆，实现“全列卧铺”。由于夕发朝至，该列车的餐车采用准酒吧车模式，佈局与传统餐车稍有不同，厨房不设传统灶具，除酒水、点心外也供应微波炉加热的冷链盒饭及利用空气炸锅现场制作的简餐小食，节日期间餐车内也会举办文艺活动。列车内还设有流动书吧。列车具体编组如下：
| 车厢编号 | 1-8          | 9          | 10               | 11-12        | 13-18        |
| 车型     | YW25T 硬卧车 | CA25T 餐车 | RW19T 高级软卧车 | RW25T 软卧车 | YW25T 硬卧车 |

## 历史机车交路

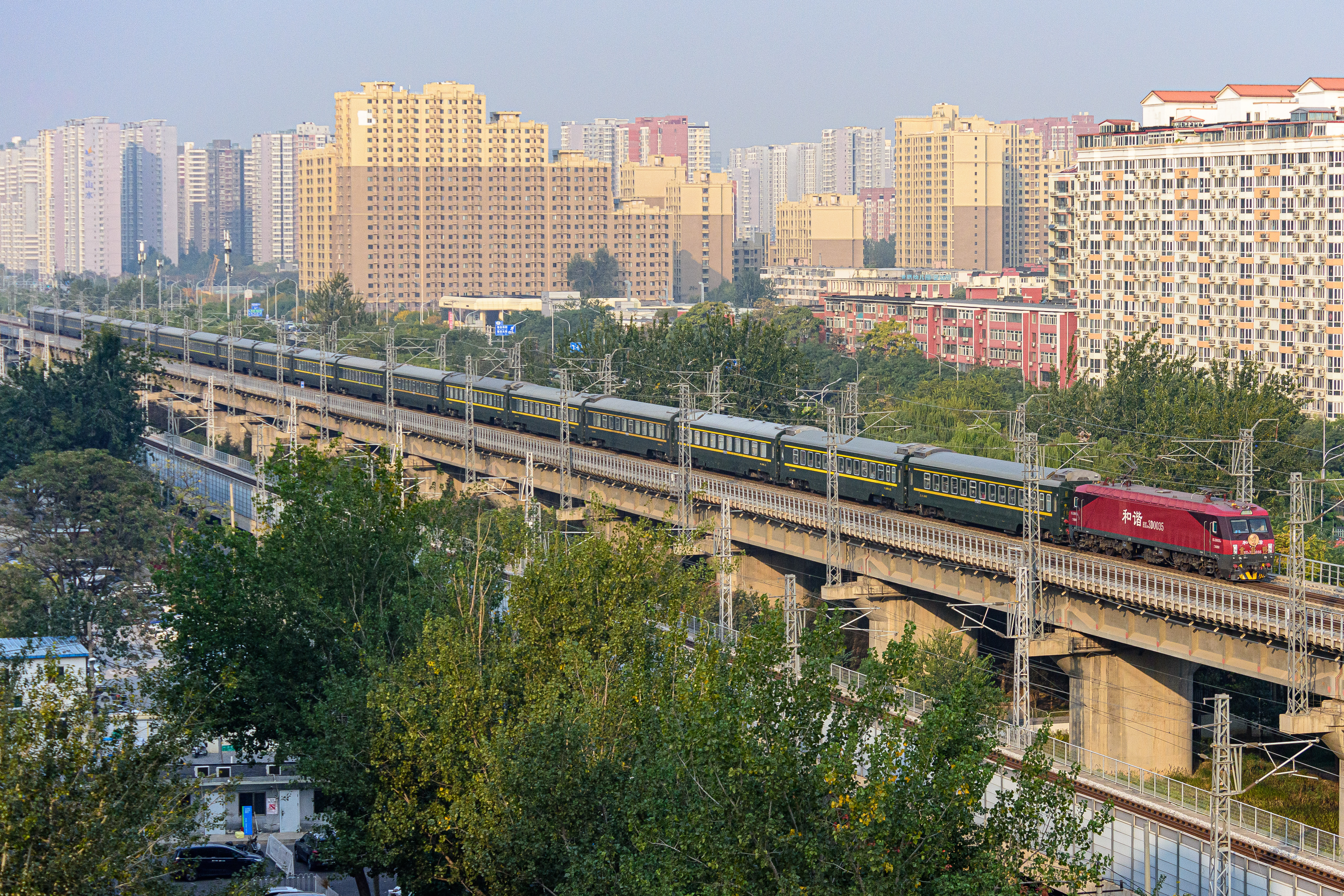
配属迎水桥机务段的和谐3D型电力机车第0035号“雷锋号”牵引Z278次列车通过西长线青塔蔚园段

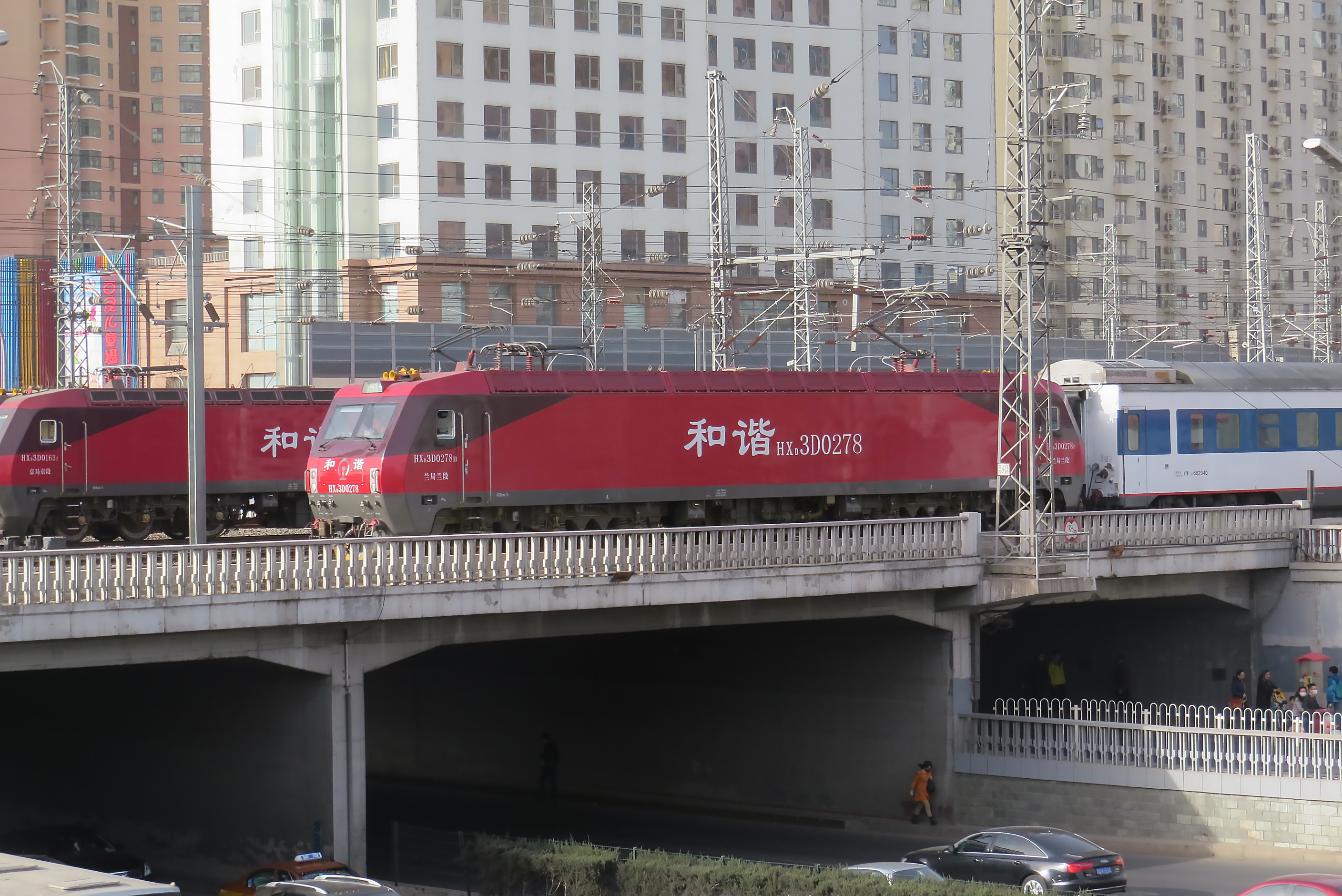
配属兰州西机务段的和谐3D型电力机车第0278号牵引Z278次列车通过北京莲花桥，准备进入北京西站

Z275/278、Z277/276次列车全程使用配属兰州铁路局兰州西机务段的和谐3D型电力机车，单机直达，该机车可直接向列车提供电能，用于列车内空调和水炉等设备需要，因此列车不需要再额外加挂一节空调发电车。2023年10月12日起，配属迎水桥机务段的HXD3D型0035号“雷锋号”机车开始隔日担当Z275/278、Z277/276次列车牵引任务。
| 车站区段               | 银川 ↔ 北京西                                                |
| 本务机车 配属 司机更替 | 和谐3D型电力机车 兰局兰段/兰局迎段 迎水桥/太原司机在太原轮乘 |

## 时刻表

### 历史时刻
| Z275/278次 | Z275/278次 | Z275/278次 | Z275/278次 | Z275/278次 | 停靠站   | Z277/276次 | Z277/276次 | Z277/276次 | Z277/276次 | Z277/276次 |
| 车次       | 里程       | 天数       | 到点       | 开点       | 停靠站   | 到点       | 开点       | 天数       | 里程       | 车次       |
| ---------- | ---------- | ---------- | ---------- | ---------- | -------- | ---------- | ---------- | ---------- | ---------- | ---------- |
| Z275       | 0          | 当日       | —          | 21:09      | 银川     | 07:08      | —          | 次日       | 1226       | Z276       |
| Z278       | 51         | 当日       | 21:41      | 21:46      | 灵武     | 06:22      | 06:29      | 次日       | 1175       | Z277       |
| Z278       | 71         | 当日       | 21:58      | 22:06      | 寧東     | 06:05      | 06:09      | 次日       | 1155       | Z277       |
| Z278       | 164        | 当日       | 23:06      | 23:09      | 盐池     | 05:18      | 05:22      | 次日       | 1062       | Z277       |
| Z278       | 194        | 当日       | 23:28      | 23:31      | 定边     | 04:49      | 04:59      | 次日       | 1032       | Z277       |
| Z278       | 529        | 次日       | 02:11      | 02:24      | 吕梁     | ↑          | ↑          | 次日       | —          | Z277       |
| Z278       | 710        | 次日       | 03:58      | 04:08      | 太原     | 00:26      | 00:34      | 次日       | 516        | Z277       |
| Z278       | 935        | 次日       | 05:55      | 06:01      | 石家庄北 | 22:36      | 22:44      | 当日       | 291        | Z277       |
| Z278       | 1226       | 次日       | 08:34      | —          | 北京西   | —          | 19:59      | 当日       | 0          | Z277       |

- K177/178次 北京西——银川 新空调快速
- 全程1335公里
- 全程参考票价 硬座165元 硬卧301元 软卧458元

| K177次 | K177次 | K177次 | K177次 | 停靠站   | K178次 | K178次 | K178次 | K178次 |
| 里程   | 天数   | 到点   | 开点   | 停靠站   | 到点   | 开点   | 天数   | 里程   |
| ------ | ------ | ------ | ------ | -------- | ------ | ------ | ------ | ------ |
| 0      | 当日   | —      | 13:40  | 北京西   | 11:30  | —      | 次日   | 1335   |
| 121    | 当日   | 16:00  | 16:02  | 沙城     | 09:10  | 09:12  | 次日   | 1214   |
| 196    | 当日   | 17:07  | 17:13  | 张家口南 | 07:59  | 08:07  | 次日   | 1139   |
| 374    | 当日   | 19:43  | 19:59  | 大同     | 05:28  | 05:36  | 次日   | 961    |
| 501    | 当日   | 21:52  | 21:58  | 集宁南   | 03:29  | 03:35  | 次日   | 834    |
| 659    | 当日   | 23:59  | 00:07  | 呼和浩特 | 01:13  | 01:21  | 次日   | 676    |
| 824    | 次日   | 01:55  | 02:01  | 包头     | 23:11  | 23:17  | 当日   | 511    |
| 1042   | 次日   | 04:20  | 04:26  | 临河     | 20:44  | 20:50  | 当日   | 293    |
| 1102   | 次日   | 05:07  | 05:09  | 巴彦高勒 | 19:57  | 19:59  | 当日   | 233    |
| 1185   | 次日   | 06:07  | 06:09  | 乌海     | 18:59  | 19:01  | 当日   | 150    |
| 1211   | 次日   | 06:32  | 06:34  | 乌海西   | 18:37  | 18:39  | 当日   | 124    |
| 1233   | 次日   | 06:59  | 07:07  | 惠农     | 18:08  | 18:17  | 当日   | 102    |
| 1274   | 次日   | 07:43  | 07:45  | 石嘴山   | 17:22  | 17:25  | 当日   | 61     |
| 1335   | 次日   | 08:39  | —      | 银川     | —      | 16:37  | 当日   | 0      |

- 77/78次 北京——银川 特别快车
- 本时刻表自1997年4月1日第一次大提速起实行

| 77次 | 77次   | 77次  | 77次  | 停靠站     | 78次  | 78次  | 78次   | 78次 |
| 里程 | 天数   | 到点  | 开点  | 停靠站     | 到点  | 开点  | 天数   | 里程 |
| ---- | ------ | ----- | ----- | ---------- | ----- | ----- | ------ | ---- |
| 0    | 当天   | —     | 16:56 | 北京       | 12:13 | —     | 第二天 | 1343 |
| 34   | 当天   | ↓     | ↓     | 黄土店     | 11:28 | 11:37 | 第二天 | 1309 |
| 64   | 当天   | 18:02 | 18:20 | 南口       | 10:46 | 10:58 | 第二天 | 1279 |
| 94   | 当天   | 19:29 | 19:34 | 康庄       | 08:59 | 09:19 | 第二天 | 1249 |
| 129  | 当天   | 20:09 | 20:13 | 沙城       | ↑     | ↑     | 第二天 | 1214 |
| 204  | 当天   | 21:18 | 21:28 | 张家口南   | 07:21 | 07:31 | 第二天 | 1139 |
| 382  | 第二天 | 23:56 | 00:11 | 大同       | 04:47 | 04:57 | 第二天 | 961  |
| 509  | 第二天 | 02:00 | 02:10 | 集宁南     | 02:48 | 02:58 | 第二天 | 834  |
| 667  | 第二天 | 04:16 | 04:26 | 呼和浩特   | 00:28 | 00:38 | 第二天 | 676  |
| 816  | 第二天 | 06:18 | 06:21 | 包头东     | ↑     | ↑     | 当天   | 527  |
| 832  | 第二天 | 06:38 | 06:48 | 包头       | 22:09 | 22:19 | 当天   | 511  |
| 936  | 第二天 | 08:10 | 08:13 | 乌拉特前旗 | 20:45 | 20:48 | 当天   | 407  |
| 993  | 第二天 | 08:56 | 08:59 | 五原       | 19:59 | 20:02 | 当天   | 350  |
| 1050 | 第二天 | 09:44 | 09:54 | 临河       | 19:04 | 19:14 | 当天   | 293  |
| 1110 | 第二天 | 10:41 | 10:44 | 巴彦高勒   | 18:05 | 18:08 | 当天   | 233  |
| 1193 | 第二天 | 11:47 | 11:51 | 乌海       | 16:57 | 17:00 | 当天   | 150  |
| 1219 | 第二天 | 12:13 | 12:21 | 乌海西     | 16:28 | 16:34 | 当天   | 124  |
| 1241 | 第二天 | 12:43 | 12:53 | 石嘴山     | 15:56 | 16:06 | 当天   | 102  |
| 1282 | 第二天 | 13:36 | 13:39 | 平罗       | 15:10 | 15:13 | 当天   | 61   |
| 1343 | 第二天 | 14:36 | —     | 银川       | —     | 14:02 | 当天   | 0    |